# Oprijzicht
Oprijzicht is een kenmerk van kruispunten en andere plaatsen met kruisend verkeer, dat van belang is voor veilige verkeersafwikkeling. Het begrip wordt gebruikt in de verkeerskunde.
Oprijzicht duidt de afstand aan waarover een stilstaande of nagenoeg stilstaande verkeersdeelnemer verkeer op een kruisende weg moet kunnen overzien als hij een bepaalde afstand — bijvoorbeeld 5 meter — voor een kruispuntvlak of kruisingsvlak staat. Deze afstand bepaalt of men het kruispunt op kan rijden of over kan steken zonder het verkeer op de kruisende weg te hinderen.